# Біг на 100 кілометрів
Біг на 100 км — класична дистанція ультрамарафону. Регулюється ІАЮ (Міжнародна Асоціація ультрамарафону). Змагання проводяться по шосе або на стадіоні.
ІААФ був потрібен якийсь час, перш ніж визнати такого роду змагання.
Фахівці на цій дистанції ультрамарафону у Франції фамільярно називаються (фр.)centbornards (сентбернари =стобернари).

## Рекорди
|             | Жінки                 | Жінки   | Жінки                                        | Чоловіки                 | Чоловіки | Чоловіки                                |
| спортсменка | час                   | місце   | спортсмен                                    | час                      | місце    |                                         |
| ----------- | --------------------- | ------- | -------------------------------------------- | ------------------------ | -------- | --------------------------------------- |
| Шосе        | Томое Абе Японія      | 6:33.11 | Юбецу Японія 25 червня 2000                  | Нао Кадзамі Японія       | 6:09.14  | Юбецу Японія Лейк Сарома 24 червня 2018 |
| Стадіон     | Норімі Сакураі Японія | 7:14.6  | Сан-Джованні-Лупатото Італія 27 вересня 2003 | Дон Річі Велика Британія | 6:10.20  | Лондон Велика Британія 28 жовтня 1978   |

## Змагання

### Чемпіонати

#### Чемпіонати світу
Перший чемпіонат був проведений 1987 року та відтоді проводився щороку до 2015 року включно (за виключенням 2013 року, коли чемпіонат не проводився). Починаючи з 2016 року було прийнято рішення проводити змагання раз на два роки.

## Виноски
1. ↑  (англ.) pdf IAU HANDBOOK 2005 [Архівовано 31 липня 2018 у Wayback Machine.] (Архів) на сайті Міжнародної Асоціації ультрамарафону
2. ↑  Підготовка до 100 км від A до Z [Архівовано 8 лютого 2018 у Wayback Machine.] на сайті ultrafondus (Архів)(фр.)
3. 1 2  Track & Field and Road Running. World Records. [Архівовано 26 вересня 2011 у Wayback Machine.](англ.)
4. ↑   ІАЮ (Міжнародна Асоціація ультрамарафону) цитує редактор сайту Ultrafondus 6 квітня 2007  (Архів)(фр.)